# GATA5
GATA5 (англ. GATA binding protein 5) – білок, який кодується однойменним геном, розташованим у людей на короткому плечі 20-ї хромосоми. Довжина поліпептидного ланцюга білка становить 397 амінокислот, а молекулярна маса — 41 299.
| 10         |  | 20         |  | 30         |  | 40         |  | 50         |
| ---------- |  | ---------- |  | ---------- |  | ---------- |  | ---------- |
| MYQSLALAAS |  | PRQAAYADSG |  | SFLHAPGAGS |  | PMFVPPARVP |  | SMLSYLSGCE |
| PSPQPPELAA |  | RPGWAQTATA |  | DSSAFGPGSP |  | HPPAAHPPGA |  | TAFPFAHSPS |
| GPGSGGSAGG |  | RDGSAYQGAL |  | LPREQFAAPL |  | GRPVGTSYSA |  | TYPAYVSPDV |
| AQSWTAGPFD |  | GSVLHGLPGR |  | RPTFVSDFLE |  | EFPGEGRECV |  | NCGALSTPLW |
| RRDGTGHYLC |  | NACGLYHKMN |  | GVNRPLVRPQ |  | KRLSSSRRAG |  | LCCTNCHTTN |
| TTLWRRNSEG |  | EPVCNACGLY |  | MKLHGVPRPL |  | AMKKESIQTR |  | KRKPKTIAKA |
| RGSSGSTRNA |  | SASPSAVAST |  | DSSAATSKAK |  | PSLASPVCPG |  | PSMAPQASGQ |
| EDDSLAPGHL |  | EFKFEPEDFA |  | FPSTAPSPQA |  | GLRGALRQEA |  | WCALALA    |

A: Аланін

C: Цистеїн

D: Аспарагінова кислота

E: Глутамінова кислота

F: Фенілаланін

G: Гліцин

H: Гістидин

I: Ізолейцин

K: Лізин

L: Лейцин

M: Метіонін

N: Аспарагін

P: Пролін

Q: Глутамін

R: Аргінін

S: Серин

T: Треонін

V: Валін

W: Триптофан

Кодований геном білок за функцією належить до активаторів. 
Задіяний у таких біологічних процесах, як транскрипція, регуляція транскрипції. 
Білок має сайт для зв'язування з іонами металів, іоном цинку, ДНК. 
Локалізований у ядрі.